# 衆道

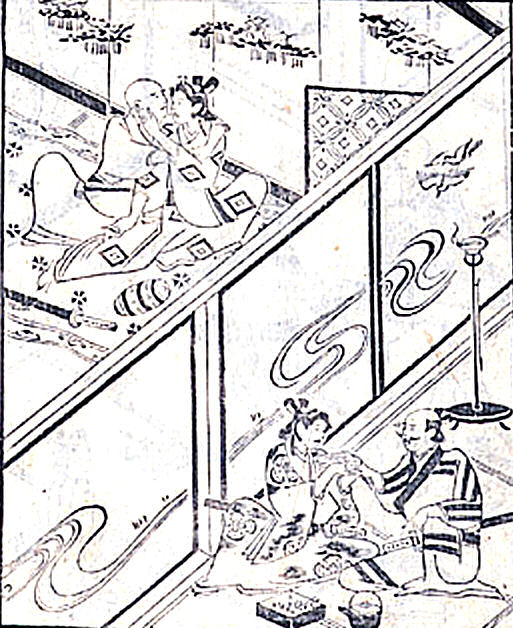
「衆道物語」1661.

衆道（しゅどう）とは日本における女人禁制又は極めて女人禁制に近い環境で発生した、身分や立場の差がある男性同士の男色をいう。「若衆道」（わかしゅどう）の略であり、別名に「若道」（じゃくどう/にゃくどう）、「若色」（じゃくしょく）がある。
身分差の無い同性愛男性者同士（真性同性愛）と異なり機会的同性愛の面が強かったため、異性愛者として女性との性的接触が容易な時代になると衰退した。

## 概要

### 女人禁制の影響
平安時代に女人禁制の場にいることの多い僧侶や公家の間で「主従関係」や「売買関係」を利用した性欲処理目的の男色が、中世室町時代以降に戦地・寝所での護衛など女性が周囲にいない環境にいた一部の武士の間で部下・小姓に対してもされるようになった。逆に男色を好む上司・主君への「出世の手段」にも利用する者もいた。衆道の言葉がいつから男色の意味で使われるようになったかは不明だが、承応二年（1653年）の江戸幕府の「市廛商估并文武市籍寄名者令條（遊女并隠賣女）」に確認できる。「衆道」の原義は主君に忠義を果たして命を捧げて死ぬことというものであったが、現在確認されているもので幕府の公式令條で衆道が男色の意味で使われたのはこれが最初とみられ、江戸時代から武士の男色が衆道と呼ばれるようになったと推定されている。1716年頃に書かれた『葉隠』には、念者と若衆という義兄弟的男色の心得が説かれ、「互いに想う相手は一生にただひとりだけ」「相手を何度も取り替えるなどは言語道断」「そのためには５年は付き合ってみて、よく相手の人間性を見極めるべき」としている。また、相手が人間として信用できないような浮気者だったら、付き合う価値がないので断固として別れるべきだと説き、怒鳴りつけてもまとわりついてくるようであれば、「切り捨つべし」と命がけのものが最高としている。
衆道は愛玩対象との性愛を嗜むものの心得を説く色道の一つとして位置づけられるが、遊里での性愛を説く色道と比べ、より倫理的な色彩が強い。
江戸時代には遊女がいたものの高価であったため、女性の少ない都市部では安価な男娼で済ます男性もいた。機会的同性愛の性格が強い衆道には、女人禁制の寺社における稚児へのペドフィリア、小姓など、身分差・年齢差といった明確な上下関係が背景にあるため、現代では上司が部下に地位や権力を背景に性的行為を行うパワハラ・セクハラにあたるケースも多い。そのためこうした歴史的な衆道と、現代の成人同士が合意と愛情に基づいて結ばれる純粋な同性愛（真性同性愛）を混同することに対しては否定的な意見がある。

## 武士の男色（江戸時代より前）
武家社会の男色は、それまでの公家の美少年趣味とは異なり、女人禁制の戦場で武将に仕える「お小姓」として連れて行った部下に手を出したことなどが始まりだとされる。戦地では女性はいないため、その代わりに美少年の小姓を性欲発散の相手とする者がいた。
岩田準一の『本朝男色考 男色文献書志』によると、武家社会の男色は、戦国時代より前から存在しており、貴族政治から武家社会に転じる鎌倉時代にその習俗はあったという。そして「最初には僧侶特有の風俗らしく思われていたものが、ついには武士によってほとんど奪われてしまったごとき奇観を呈する」と述べている。
白倉敬彦の『江戸の男色』によれば、将軍の小姓制度が確立したのは室町幕府の頃である。能楽の創始者となった世阿弥なども足利義満の寵童の一人であり、将軍に寵愛され庇護も受けるなど、男色の相手をすることは出世や庇護のための手段でもあった。
氏家幹人は『武士道とエロス』で「戦術としての男色」を挙げている。『新編会津風土記』巻七十四が伝える「土人ノ口碑」で、文明11年（1479年）に蘆名氏が男色の契りを戦略的に利用して敵方の情報を入手し、高田城に攻撃を仕掛けたという。このように武家社会の男色は「出世の手段」や「戦術」、或いは軍団の団結強化の役割もあった。

## 江戸時代の衆道、平和と女性増加による衰退

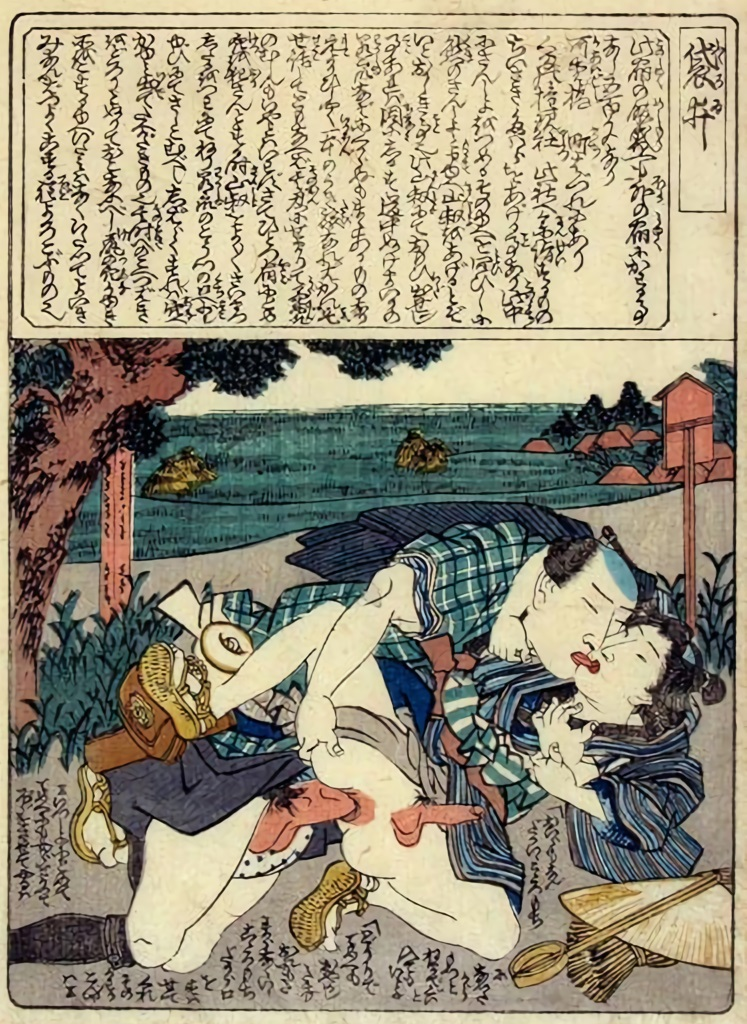
袋井宿を描いた春画（1840年代）

戦国時代末期（安土桃山時代）から江戸中期までを扱った『葉隠』（1716年）によると、江戸の時代の武家でこれまでの主従関係に加え「同輩関係」の男色も見られるようになっていった。従前の君臣的上下関係はないが、念者（年長者）と若衆（年少者）という兄弟分の区別があり、若衆の多くは美貌を持つ少年だった。また前節で触れたように武士の男色が「衆道」といわれるようになったのも江戸期からだとされる。

### 周囲の女性数増加と平和による衰退
江戸の町は女性よりも圧倒的男性が多く､男余りだった。結婚しようにも女性がいなかったため、独身男性で溢れていた。江戸初期にほぼすべての藩において衆道を厳しく取り締まるようになった。特に姫路藩主池田光政（1609年-1682年）は家中での衆道を厳しく禁じ、違反した家臣を追放に処している。江戸時代中頃になると、主君への忠誠よりも男色相手との関係を大切にしたり、美少年をめぐる刃傷事件などの諍いが一部発生したため、次第に問題視されるようになり、元禄も終わり江戸時代後半になると衆道は消滅していった。1721年（享保6年）の江戸の武家を除いた町人人口は約50万人で男性32万人に対して、女性18万人と2倍近く圧倒的に男性人口が多かった。安永4年（1775年）には、米沢藩の上杉治憲は男色を衆道と称し、厳重な取り締まりを命じている。江戸の天下太平で戦場に出ることがなくなると、このような戦地で部下の小姓で性欲処理する機会的同性愛の面がある衆道はしなくなっていった。のちに手軽な娼婦の売春や都市部の女性人口自体の増加により、戦場における武士や女性の少ない都市圏の男性が男色をする必要がなくなると急激に衰退していった。

## 用語
- 念此（ねんごろ） - 男色の契りを結ぶ。
- 念者（ねんじゃ） - 衆道関係における年長者。兄分。
- 若衆（わかしゅ/わかしゅう） - 衆道における年少者。